# Droga wojewódzka nr 740
Droga wojewódzka nr 740 (DW740) – droga wojewódzka o długości 30,9 km łącząca Radom z drogą krajową 48 w  Potworowie.
Na całej długości jest jednojezdniowa. Szerokość wynosi do 7 metrów. Na odcinku Radom - Milejowice oraz w miejscowościach: Podlesie Mleczkowskie, Natalin, Zakrzew, Przytyk i Potworów wzdłuż drogi wybudowane zostały chodniki. Dodatkowo wzdłuż przebiegu przez Przytyk oraz Milejowice wytyczono ciąg pieszo-rowerowy.
W ramach budowy Zachodniej Obwodnicy Radomia planuje się poprowadzenie trasy DW740 od okolic Zakrzewa do Radomia nowym śladem na południe od istniejącej szosy. Trasa DW740 stanie się więc ważnym zjazdem z projektowanej S7 w kierunku miasta. Jednocześnie istniejąca DW740 stanie się drogą lokalną. Na przecięciu Zachodniej Obwodnicy Radomia S7 z nowoprojektowaną drogą wojewódzką 740 powstał węzeł Radom Zachód w Mleczkowie.

## Miejscowości leżące przy trasie DW740
- Radom (DW735)
- Wacyn
- Bielicha
- Milejowice
- Mleczków
- Podlesie Mleczkowskie
- Natalin
- Zakrzew
- Marianowice
- Oblas
- Przytyk (DW732)
- Żerdź
- Dęba
- Wrzeszczów
- Grabowa
- Potworów (DK48, DW729)